# Радослав Ђурић
Радослав Ђурић (Илиџа, 22. март 1906 — Београд, 15. мај 1980) је био артиљеријски и генералштабни мајор Југословенске војске, командант Јужне Србије Југословенске војске у Отаџбини и пуковник Југословенске народне армије.

## Биографија

### Образовање
Основну школу, гимназију и Прву пешадијску подофицирску школу је завршио у Сарајеву. Затим је 1927. године завршио Нижу школу Војне академије у Београду, као и бежични телефонско-телеграфски курс у Земуну. Службу је започео 1. априла 1927. године као водник у Четвртом дивизиону Босанске артиљеријске бригаде.
Вишу школу Војне академије у Београду је похађао од 1932. до 1934. године. Артиљеријску официрску школу је завршио 1935. године у Сарајеву, да би 1939. године био преведен у ђенералштабну струку. Од 13. октобра 1936. године до 26. априла 1939. године, био је у Статичком одсеку Саобраћајног одељења Главног ђенералштаба.
1940. године био је начелник за везу при 2. Армији, а ту га је и затекао рат.

### Други светски рат
За време Априлског рата био је начелник штаба Босанске пешадијске дивизије са средиштем у околини Бање Луке. После распада фронта на сектору 2. Армије, мајор Ђурић се повлачи према Сарајеву где га сустиже и капитулација. Одлази илегалним путевима ка Београду и једно време живи под окупацијом. У Београду успева да успостави обавештајни пункт југословенске краљевске војске која је избегла заробљавање с намером да не признају окупацију, већ да беже у шуму.

#### Приступање четницима Драже Михаиловића
Тражио је везу да се повеже са организацијом пуковника Драже Михаиловића која је тада са партизанским одредима водила веће борбе у западној Србији.
По заузећу Чачка у септембру 1941. одлази на слободну територију. Пуковник Дража Михаиловић му поверава команду над свим четничким снагама у сливу Западне Мораве, а затим га поставља и за команданта свих четничких снага које ће заједно са партизанским вршити опсаду Краљева почетком октобра 1941.
После отпочињања грађанског рата, 2. новембра добија преко официра за везу наређење о повлачењу снага са опсаде Краљева. Одбија да изврши ово наређење са изговором да не жели отпочињање братоубилачког рата и одлази на нове преговоре са партизанским представницима. На своју руку пише писмо партизанској Врховној команди у Ужицу и захтева да се прекине братоубилачки рат.
Касније је као четнички официр и главни делегат био на свим преговорима са партизанским делегатима о престанку сукоба. Последњи контакт са партизанима имао је 27. новембра у Прањанима када се налазио на челу мешовите комисије за утврђивање кривца за почетак сукоба.
После повлачења главнине партизанских снага, одлази на Равну гору почетком децембра 1941. године.
У јануару 1942. добија задатак да обиђе све срезове по Србији и да обавештава о томе Врховну Команду. Једно време борави у рејону Кнића, а затим одлази у Мионицу и Горњи Милановац.
22. јануара 1942. поново се састаје са Михаиловићем и добија задатак да иде у источну Босну да би обишао четнике Јездимира Дангића и да однесе три радио-станице. 15. марта 1942. стиже у Братунцу, где се по први пут сусрео са мајором Дангићем.
После мисије у Босни, мајор Ђурић одлази на подручје планине Чемерник, а затим у Македонију да би учврстио четничку организацију. По формирању првих корпуса у Србији, мајор Ђурић је постављен за команданта Јужноморавског корпуса, са Горским Штабом бр 110. Истовремено је био командант београдске четничке организације која је мобилисала људе да се прикључују четницима.
По доласку на подручје јужне Србије, борави на територији Јабланичког среза, а потом врши организацију и у Власотиначком, Врањском и Кумановском срезу. 7. априла 1942. долази на подручју Власотинца и почиње са организацијом Власотиначког корпуса. У јесен 1942. године добија наређење да ухвати везу са Дамњаном Велчевим у Бугарској и пуковником Зервасом у Грчкој и да их мобилише за борбу против Немаца. Почетком 1943. године организовао је обавештајну службу у Нишу. Наредио је неколико ситних диверзија на прузи Ниш-Скопље, код Беле Паланке и Островице.
Под оптужбама да сарађује с НОП, Ђурић је почео све више да губи Михаиловићево поверење. Због тога је Михаиловић, по доласку у Србију, средином 1943. одлучио да Ђурићеве корпусе постепено стави под директну сопствену команду. Спровођење ове одлуке погоршало је њихове међусобне односе. Ђурић је одбио наређење Драже Михаиловића да сруши пругу јужно од Врања у тренутку када су почели ослободилачки покрети у Грчкој и Бугарској. Под изговором да нема експлозива, мајор Ђурић је већ увелико припремао бекство у народноослободилачки покрет.
На подручју јужне Србије остаје све до половине 1944. године. Тада му је у штаб стигла и прва британска војна мисија који су предводили мајори Џорџ Лоу (George Low) и Ели Поповић (Elly Popovich).

#### Прелазак на страну партизана
У марту 1944. увелико се спрема да оде у партизане. Последњи састанак који је имао са мајором Драгутином Кесеровићем 17. марта 1944. тицао се тога да мајор Ђурић учествује са својим корпусом у одбрани подручја Јабланице и Топлице од партизанских снага, које су покушавале да искористе упад трупа Црвене армије и да развију фронт у Србији.
Ово је одбио, с образложењем да нема довољно људи за такву широку акцију.
Мајор Ђурић је имао аферу са својом шифранткињом Вером Пешић, која је пре тога радила за Немце. Мајор Радослав Ђурић је после њене осуде на смрт због шпијунаже лично одложио егзекуцију, с образложењем да се Вера Пешић по ослобођењу изведе пред народни суд који ће јој судити за издају верности краљу Петру II. Овакав Ђурићев потез у првом реду је био сумњив команданту Гњиланске четничке бригаде, који је организовао пуч са својим војницима и тражио његову смену. Мајор Ђурић јавља почетком маја 1944. Дражи Михаиловићу да је све пучисте затворио и сменио њихове официре.
Тада је против Ђурића устао мајор Јован Стевановић и 18. маја са Вардарским, Јужноморавским и Јабланичким одредима блокирао Ђурићев штаб код Лесковца. Мајор Ђурић се предао и против њега је припремано војно суђење за издају и шпијунажу.
Мајор Радослав Ђурић је већ 27. маја успео да побегне из затвора и прикључи се најближим партизанским одредима.
Вера Пешић и њена мајка су ухваћене и стрељане 18. маја 1944. на Бањској Реци.
За наследника мајора Ђурића прво је постављен мајор Јован Стевановић, а затим мајор Ранко Стошић.
По преласку Радослава Ђурића у партизански покрет, постао је командант Јужноморавске дивизије НОВ и ПОЈ-а. Учествовао је у разбијању четничких и љотићевских снага у Јабланици и Топлици. Убрзо је као искусан официр постављен за помоћника начелника Главног Штаба за Србију и првог заменика генерала Коче Поповића.
У завршним операцијама за ослобођење Србије учествује у борбама против Четврте групе јуришних корпуса код Ибра, Копаоника, Топлице и Јабланице. Након краљевог говора од 9. септембра, радио је на мобилизацији доскорашњих четника у партизане по читавој јужној Србији.

### После Другог светског рата
Из рата је изашао са чином пуковника Југословенске армије. После рата, обављао разне дужности у војсци. Био је на служби у Нишу, Алексинцу, Прокупљу, Приштини итд. Сведочио је на суђењу против Драже Михаиловића 1946. године.
Пензионисан је 1. јануара 1959. године. Повукао се у свој стан у Београду где је и умро 15. маја 1980. године.
Објавио је за живота књигу својих сећања из рата.

## Одликовања
- Златна медаља за ревносну службу (1929)
- Медаља за војничке врлине (1937)
- Орден југословенске круне V реда
- Орден Карађорђеве звезде са мачевима IV реда (1943)[4]